# Dolnji Suhor pri Metliki
Dolnji Suhor pri Metliki – wieś w Słowenii, w gminie Metlika. W 2018 roku liczyła 70 mieszkańców.